# توماس دونوفان
توماس دونوفان (بالإنجليزية: Thomas Donovan)‏ هو محامي وسياسي أمريكي، ولد في 17 ديسمبر 1871، وتوفي في 17 نوفمبر 1946 في الولايات المتحدة. حزبياً، نشط في الحزب الديمقراطي.